# The First Sex
The First Sex (Português: O Primeiro Sexo) é um livro de 1971 escrito pela bibliotecária norte-americana Elizabeth Gould Davis, considerado parte da chamada Segunda Onda do Feminismo.
No livro, Gould Davis procura mostrar que as primeiras sociedades humanas eram matriarcais, "queendoms", baseados no culto à Deusa-mãe e caracterizados pelo pacifismo e democracia. Gould Davis argumenta que estas sociedades atingiram alto nível de civilidade, que foi totalmente devastado em consequência da revolução patriarcal. Ela afirma que o patriarcado introduziu um novo sistema de sociedade, baseado em propriedade privada, direitos de propriedade, mais do que direitos humanos e cultuando um severo e vingativo deus masculino ao invés da afetuosa e protetora Deusa-mãe.
Estas visões da autora, de uma Deusa mãe que predominou durante o Neolítico europeu e no Oriente Próximo são similares àquelas descritas por inúmeros autores nos primeiros anos do século XX, tal como Erich Neumann, Merlin Stone, J. J. Bachofen, Riane Eisler, Marija Gimbutas, Walter Burkert, Jane Ellen Harrison, Robert Graves, James Melaart, Robert Briffault.
Embora a visão da autora seja considerada não acadêmica, muitos autores continuaram a desenvolver os temas que Gould Davis descobriu.